# شيليبيتشي (كونييتش)
شيليبيتشي (بالسيريلية Челебићи) هي قرية في البوسنة والهرسك. وهي تقع في بلدية كونييتش التابعة لكانتون الهرسك-نيريتفا في اتحاد البوسنة والهرسك. طبقا لنتائج تعداد البوسنة عام 2013 فقد كان عدد سكانها 1,092 نسمة.

## التركيبة السكانية

### التطور التاريخي للسكان
| السنة  | 1961 | 1971 | 1981 | 1991 | 2013 |
| ------ | ---- | ---- | ---- | ---- | ---- |
| السكان | 987  | 881  | 1177 | 1230 | 1092 |

### المجتمع المحلي
في عام 1991 كان المجتمع المحلي للقرية يتألف من 2,499 نسمة موزعة على النحو التالي:

## وصلات خارجية
- Maplandia (بالإنجليزية)